# Arctosa gougu
Arctosa gougu là một loài nhện trong họ Lycosidae.
Loài này thuộc chi Arctosa. Arctosa gougu được Jun Chen & Da-xiang Song miêu tả năm 1999.